# Röda fortet i Delhi
Röda fortet i Delhi, även kallat Delhifortet eller Lal qila (lal betyder röd och kila fort på hindi), är ett muromgärdat palats i Shahjahanabad i staden Delhi, Indien.

## Historik
Röda fortet var den moguliske kejsaren Shah Jahans palats i den nya huvudstaden Shahjahanabad, den sjunde muslimska staden i Delhi. Han flyttade huvudstaden från Agra i syfte att öka sin prestige och för att det gav utmärkta möjligheter att genomföra den ambitiösa byggnadsplanen. Röda fortet står i den östra utkanten av Shahjanabad och har fått sitt namn från den massiva röda sandstensmuren som omsluter fortet. Muren är 2,6 km lång och varierar i höjd från 16 meter på flodsidan till 33 meter på stadssidan. Uträkningar har visat att planen skapades utifrån ett rutnät på 82 meter. Som mest bodde fler än 3 000 människor inom komplexet.
Fortet ligger längs Yamunafloden vilken ger vatten till vallgravarna som omgärdar större delen av muren. Murens nordöstra hörn ansluter till Salimgarh, ett fästningsverk som uppfördes på uppdrag av Islam Shah Suri år 1546. Uppförandet av Röda fortet påbörjades 1638 och stod klart 1648. Man tror att området är platsen för den forntida staden Lal Kot, som intogs av Shah Jahan, ett namn som betyder röda fortet. Lal kot var huvudstad i Prithvira Chauhan i slutet av 1100-talet.
Den 11 mars 1783 intog sikherna Röda fortet i Delhi och ockuperade Diwan-i-Am. Staden överlämnades i själva verket av mogulernas wazir som var i maskopi med sikherna. Detta uppdrag genomfördes under Sardar Baghel Sing Dhaliwals befäl tillhörande Karor Singia Misl.
Röda fortet planerades som helhet och senare förändringar har inte avvikit från den generella enhetligheten. På 1700-talet förstördes dock en del sektioner av ockupanter och plundrare.
Efter Sepoyupproret 1857 intog Brittiska armén området och förstörde då flera av palatsets paviljonger och trädgårdar. De använde fortet som högkvarter för Brittiska Indiska armén. Omedelbart efter upproret, blev Bahadur Shah Zafar beprövad vid fortet. Ett program för att restaurera de kvarvarande delarna av fortet påbörjades 1903.
I november 1945 hölls den första och mest kända krigsrätten av tre officerare i Indiska nationella armén. Efter att Indien blivit självständighet 1947, tog Indiska armén kontroll över fortet. I december 2003 lämnades fortet över till Indiska turistmyndigheterna.
Fortet attackerades i december 2000 av en terroristgrupp Lashkar-e-Toiba som dödade två soldater och en civilperson i vad som beskrevs i media som ett försök att hejda den Indisk-Pakistanska fredsprocessen i Kashmir

## Arkitekturen
Fortets murar är jämnt utsmyckade, artikulerade med stora gördelgesims längs den övre delen. De öppnar vid två huvudportar, Delhiporten och Lahoreporten. Lahoreporten utgör huvudentré och leder upp till en lång täckt basar-gata, Chatta Chowk, vid vars murar det finns små bodar för butiker. Chatta Chowk leder till en stor öppen yta som korsar den stora nord-sydliga gatan som ursprungligen utgjorde en gräns mellan fortets militära funktioner i väster och palatset i öster. I södra änden av gatan ligger Delhiporten. På östra sidan av den öppna ytan ligger Naqqar Khana (trumhuset), palatsets huvudport som fått sitt namn av musikernas läktare över den. Bortanför denna port ligger ytterligare en, något större, öppen yta, som ursprungligen användes som gårdsplan för Diwan-i-Am, den stora paviljongen för allmänna kejserliga audienser. En ornamenterad tron-balkong för kejsaren finns i mitten på östra muren av Diwan, tänkt som en kopia av Salomos tron.
De kejserliga privata delarna ligger bakom tronen. Bostadsdelen består av en rad paviljonger placerade på en upphöjd plattform längs den östra utkanten av fortet med vy över floden Yamuna. Paviljongerna är anslutna till varandra genom en genomgående vattenkanal, känd som Nahr-i-Behisht (paradisbäcken), som rinner genom den mellersta delen av varje paviljong. Vattnet kommer från Yamuna och kommer in från tornet Shah Burj i fortets nordöstra hörn. Palatset är utformat som en imitation av paradiset som det beskrivs i Koranen; på ett upprepat rimmat verspar inskrivet i palatset står det: "Om det skulle finnas ett paradis på jorden, är det här, är det här". Planeringen av palatset är baserat på islamiska prototyper, men varje paviljong avslöjar i sina arkitekturelement hinduiska influenser typiska för Mogulbyggnader. Palatskomplexet anses vara bland de bäst bevarade exemplen på Mogulstilen vid sin Sha Jahanska höjdpunkt.
De två sydligaste paviljongerna är "zenanas", kvinnornas kvarter: Mumtaz Mahal (idag museum) och de större, överdådiga Rang Mahal, som har noterats för sitt förgyllda, dekorerade innertak och marmorpool, som får sitt vatten från Nahr-i-Behisht. Den tredje paviljongen från söder, Khas Mahal, innehåller kejserliga kamrar. Dessa inkluderar ett antal sovrum, bönerum, en veranda och Mussaman Burj, ett torn byggt intill muren från vilket kejsaren kunde visa upp sig för folket i en daglig ceremoni. Nästa paviljong är Daiwan-i-Khas, den överdådigt dekorerade hallen för privata audienser, använd för ministrala samlingar och rättegångar. Den mest utsökta av paviljongerna är ornamenterad med pietra dura på pelarna. Ett målat trätak har ersatt det ursprungliga i silver belagt med guld.
Nästa paviljong innehåller hammam, eller baden, i turkisk stil, med Mogulornamentationer i marmor och färgade stenar. Väster om hammam ligger Moti Masjid, pärlmoskén. Denna uppfördes 1659 som en privat moské för Aurangzeb, Shah Jahans tronföljare. Den är en liten moské i vit marmor med tre kupoler och en trippelbågad skärmfasad som går ner till innergården.
I norr ligger en stor formell trädgård, Hayat Bakhsh Bagh, eller 'livgivandeträdgården', som är delad i två delar genom två skilda vattenkanaler. En paviljong står i respektive ände av den nordsydliga kanalen och en tredje, uppförd 1842 av den siste kejsaren, Bahadur Shah Zafar, ligger i mitten av poolen där de två kanalerna möts.

## Fortet idag
Röda fortet är idag en av de mest besökta sevärdheterna i Delhi, och har miljontals besökare varje år. Fortet är också platsen från vilken Indiens premiärminister talar till nationen den 26 januari (dagen då Indiens grundlag antogs 1950) och den 15 augusti (dagen då Indien blev självständigt 1947).
Fortet håller öppet dagligen till klockan 17 då det inte finns några lampor i fortet och bara är öppet under dagsljus.